# デトロワ
デトロワ (Detroit) は、フランス生まれのサラブレッドである。
競走馬として1980年の凱旋門賞を制し、また、繁殖牝馬としても産駒のカーネギーが1994年の凱旋門賞を制したことにより、史上初の凱旋門賞母子制覇を達成した。

## 経歴

### 出自
父リヴァーマンは1972年のプール・デッセ・デ・プーランなどを制したネヴァーベンドの代表産駒であり、種牡馬としてもアイリッシュリヴァー、バーリ、ゴールドリヴァー、トリプティクなどを出す成功を収めた。
母デルナ (Derna) の産駒にはデトロワの姉にチェヴァリーパークステークス優勝馬ダータル（Durtal。繁殖牝馬としてアスコットゴールドカップ優勝馬ジルドラン (Gildoran) を産む）がおり、その牝系からは豪州の成功種牡馬ザビールも出ている。
母の父サニーボーイ (Sunny Boy) はテディ系の種牡馬であり、おもな産駒に1954年凱旋門賞馬シカボーイ (Sica Boy)、母の父として1962年ジョッケクルブ賞優勝馬ヴァルドロワールや1966年オークスステークス優勝馬ヴァロリス (Valoris) などを出していた。
デトロワは、生産者 Societe Aland のもとで誕生後、およそ100,000ポンドでロバート・サングスターによって購買され、シャンティイのオリヴィエ・ドゥイエブ (Olivier Douieb) のもとで調教された。

### 3歳時 (1980年)
デトロワのデビューは3歳5月末と遅かったが、サンクルー競馬場の2100mのメイドンレースを2着馬 Kotkie に5馬身差をつけてデビュー勝ちを収めた。
春のクラシックレースであるプール・デッセ・デ・プーリッシュやディアヌ賞には出走できなかったが、6月のサンクルー競馬場のG3フィユドレール賞 (2100m) ではゴールドリヴァーに2馬身半差、7月のエヴリ競馬場のG3クロエ賞 (1800m) では Licara に1馬身半差、8月末のドーヴィル競馬場のノネット賞 (2000m) では India Song に2馬身差と、2着馬に差を付けて中距離重賞を3連勝した。
デトロワは、9月には凱旋門賞と同じロンシャン競馬場の2400mで行われるフランス牝馬クラシック最終戦のG1ヴェルメイユ賞に駒を進め、プール・デッセ・デ・プーリッシュ優勝馬アリアンヌ (Aryenne)、ディアヌ賞優勝馬ミセスペニー、アイリッシュ1000ギニー優勝馬ケアンルージュ、ゴールドリヴァーなどと対決した。ヴェルメイユ賞ではレースがスローペースで進むなか、馬群に閉じ込められたデトロワはミセスペニーから半馬身差、2着のリトルボニー (Little Bonny) から3/4馬身差の3着に敗れ、タイムフォーム誌などはデトロワにはつきがなかったと評価した。
前走で連勝は止まったものの、大目標とした10月の凱旋門賞に出走したデトロワは、エクリプスステークスとキングジョージ6世&クイーンエリザベスステークスを連勝した1番人気エラマナムー、2番人気のガネー賞優勝馬ルマルモ、3番人気で前年優勝馬のスリートロイカスに続いて、4番人気であった。凱旋門賞は、前走ヴェルメイユ賞とは打って変わって、数頭のペースメーカーに引っ張られてハイペースで進み、早い段階で外に持ち出されたデトロワはラスト200mで内のエラマナムーとスリートロイカスを抜き去り、後から来たアーギュメントを半馬身抑えて2分28秒0のレコードタイムで優勝した。
この成績が認められ、この年のタイムフォーム・レーティングでは、牝馬首位の131ポンドと評価された。

### 4歳時 (1981年)
デトロワは現役を続けた翌1981年の春は苦戦を強いられ、凱旋門賞2着後にワシントンDCインターナショナルに優勝したアーギュメントに4月のオカール賞4着、5月のガネー賞5着と連敗した。
その後、4ヶ月近く休養し、8月末にクレールフォンテーヌ競馬場のマイナーレースであるアロマンシェ賞 (2200m) で復帰して勝利すると、わずか4日後にはドーヴィル競馬場のリッジウェイ賞 (2000m) にも勝って、9月には凱旋門賞のプレップレースのひとつであるロンシャン競馬場のG3フォワ賞 (2400m) に挑んだ。タイムフォーム誌によると、このときのデトロワはコンディションは上がっているものの、脚に問題を抱えてバンテージをしているのではないかと心配されていた。レースではスローペースで流れるなか直線で早めに加速して、2着のランカストリアン (Lancastrian) に2馬身差、3着のゴールドリヴァーを抑えて勝利した。
しかしながら、勢いに乗って連覇を狙う凱旋門賞に2番人気で出走したものの、好位から直線では馬群に沈み、13番人気の低評価を覆したゴールドリヴァーを後目に二桁着順で大敗した。
その後、初めて渡米しアケダクト競馬場のターフクラシックに出走するもその年のヴェルメイユ賞に勝ち、前走の凱旋門賞でも3着と好走したエイプリルランの5着に敗れて、引退した。

### 引退後
引退後は馬主のサングスターが所有するスウェッテナム・スタッド (Swettenham Stud) で繁殖入りした。サドラーズウェルズ産駒のカーネギーが凱旋門賞やサンクルー大賞に勝ったほか、キングスレイク産駒のレイクエリー (Lake Erie) が英G3セントサイモンステークスに、ノーザンダンサー産駒のアンティサール (Antisaar) が仏G2ギョーム・ドルナーノ賞に勝っており、3頭の重賞勝ち馬の母となった。

## 血統表
| Detroitの血統               | Detroitの血統                      | Detroitの血統               | （血統表の出典）            | （血統表の出典） |
| 父系                        | リヴァーマン系                     | リヴァーマン系              | リヴァーマン系              | [ § 2 ]          |
| 父 Riverman (USA) 1969 鹿毛 | 父の父Never Bend (USA) 1960 鹿毛   | Nasrullah                   | Nearco                      | Nearco           |
| 父 Riverman (USA) 1969 鹿毛 | 父の父Never Bend (USA) 1960 鹿毛   | Nasrullah                   | Mumtaz Begum                |                  |
| 父 Riverman (USA) 1969 鹿毛 | 父の父Never Bend (USA) 1960 鹿毛   | Lalun                       | Djeddah                     | Djeddah          |
| 父 Riverman (USA) 1969 鹿毛 | 父の父Never Bend (USA) 1960 鹿毛   | Lalun                       | Be Faithful                 |                  |
| 父 Riverman (USA) 1969 鹿毛 | 父の母River Lady (USA) 1963 鹿毛   | Prince John                 | Princequillo                | Princequillo     |
| 父 Riverman (USA) 1969 鹿毛 | 父の母River Lady (USA) 1963 鹿毛   | Prince John                 | Not Afraid                  |                  |
| 父 Riverman (USA) 1969 鹿毛 | 父の母River Lady (USA) 1963 鹿毛   | Nile Lily                   | Roman                       | Roman            |
| 父 Riverman (USA) 1969 鹿毛 | 父の母River Lady (USA) 1963 鹿毛   | Nile Lily                   | Azalea                      |                  |
| 母 Derna (FR) 1961 鹿毛     | 母の父Sunny Boy (FR) 1944 鹿毛     | Jock                        | Asterus                     | Asterus          |
| 母 Derna (FR) 1961 鹿毛     | 母の父Sunny Boy (FR) 1944 鹿毛     | Jock                        | Naic                        |                  |
| 母 Derna (FR) 1961 鹿毛     | 母の父Sunny Boy (FR) 1944 鹿毛     | Fille de Soleil             | Solario                     | Solario          |
| 母 Derna (FR) 1961 鹿毛     | 母の父Sunny Boy (FR) 1944 鹿毛     | Fille de Soleil             | Fille de Salut              |                  |
| 母 Derna (FR) 1961 鹿毛     | 母の母Miss Barberie (FR) 1950 鹿毛 | Norseman                    | Umidwar                     | Umidwar          |
| 母 Derna (FR) 1961 鹿毛     | 母の母Miss Barberie (FR) 1950 鹿毛 | Norseman                    | Tara                        |                  |
| 母 Derna (FR) 1961 鹿毛     | 母の母Miss Barberie (FR) 1950 鹿毛 | Vaneusel                    | Vatellor                    | Vatellor         |
| 母 Derna (FR) 1961 鹿毛     | 母の母Miss Barberie (FR) 1950 鹿毛 | Vaneusel                    | Diseuse                     |                  |
| 母系(F-No.)                 | 16号族(FN:16-c)                    | 16号族(FN:16-c)             | 16号族(FN:16-c)             | [ § 3 ]          |
| 5代内の近親交配             | Teddy 5×5, Gainsborough 5×5        | Teddy 5×5, Gainsborough 5×5 | Teddy 5×5, Gainsborough 5×5 | [ § 4 ]          |
| 出典                        | 1. 2. 3. 4.                        | 1. 2. 3. 4.                 | 1. 2. 3. 4.                 | 1. 2. 3. 4.      |